# 汽车工业行动集团
汽车工业行动集团（Automotive Industry Action Group，简称 AIAG）是一家非营利性协会，成立于1982年，总部位于美国密歇根州绍斯菲尔德。该组织最初旨在为北美汽车行业的质量改进制定建议和框架。随着发展，AIAG的关注领域已扩展至产品质量标准、条形码和射频识别（RFID）标准、材料管理、电子数据交换（EDI）、可回收包装系统，以及法规和海关事务等。
AIAG由北美三大汽车制造商——福特、通用和克萊斯勒的代表共同创立。随着行业发展，该组织的成员扩展至包括日本汽车制造商，如丰田、本田、日產，以及重型卡车和工程机械制造商，如卡特彼勒和納維斯達國際，并涵盖众多一级及次级供应商和服务提供商。目前，AIAG拥有超过800家整车制造商（OEM）、零部件生产商和行业服务提供商作为会员。
AIAG的企业治理依赖于来自各大汽车公司的650多名志愿者，这些志愿者参与工作小组、分委员会及领导岗位，贡献行业专业知识。同时，AIAG的工作人员负责支持志愿者的工作并处理行政事务。此外，来自整车制造商（OEM）和一级供应商（Tier 1）的高管通常会在AIAG的主要计划和项目中担任领导角色。
AIAG负责制定汽车行业标准，并为会员提供教育会议和培训，其中包括先期產品品質規劃和生產件批准程序质量标准。这些标准已成为北美汽车行业的事实质量标准，所有一级供应商必须遵守。此外，越来越多的一级供应商要求其供应商（即二级和三级供应商）也必须符合这些标准。

## 供应链管理
汽车行业依赖庞大的供应链，包括提供零部件及系统组件的公司。AIAG为供应链各级公司提供标准化支持，帮助企业管理复杂性。特别是在2008-2010年汽车行业危机导致许多二级供应商倒闭后，AIAG更加重视为这些供应商提供服务。

### 关税、安保及跨境零部件流通
政府推动的海关商贸反恐联盟（C-TPAT）和保护伙伴计划（PIP）等合作项目，旨在强化国际供應鏈安全并提高运输效率。北美汽车供应链频繁跨越美加和美墨边境，因此供应链安全至关重要。供应链安全工作的重点在于提高安全标准，包括对供应链参与者的资质认证、对运输货物的筛查和验证，以及提前向目的国通报货物内容。
AIAG在海关与供应链安全方面发起了一项倡议，致力于通过建立基于网络的集中式数据库来追踪汽车供应链中成品、零部件和原材料的流通情况。该数据库称为“Supply Safe-Supplier Security Assessment”，为供应链中的相关方提供集中式信息存储库，并确保符合美国海关和边境保护局的监管要求。此举的最终目标是使发货方能够使用美国海关的“自由与安全贸易”（FAST）通道，从而加快货物通关速度并减少检查次数。

### 条形码标准化
AIAG于1984年首次制定了用于供应链零部件自动追踪的条形码标准，该标准格式被称为Code39。在此之前，各大汽车制造商采用的条形码格式不尽相同，导致单个零部件可能需要多个条形码，并需使用不同的扫描设备进行读取。目前，各类软件供应商提供自动化条形码和标签生成软件，以帮助供应商符合行业通用要求。
由于行业整合、兼并以及供应链管理方式的演变，全球条形码标准也在不断发展。截至 2014 年，仍在使用的条形码标准包括：通用汽车（GM1724）、Odette“全球运输标签”，以及德国汽车工业联合会（VDA-4902）。

### 物料管理运营指南/物流评估
物料管理运营指南/物流评估（MMOG/LE，Materials Management Operations Guideline / Logistics Evaluation）是一款由AIAG开发的自我评估工具，用于衡量汽车供应商在物料管理与物流方面的能力。该自评调查可验证供应商是否具备健全的物料规划和交付流程，以支持整体业务目标。MMOG/LE现已成为许多汽车供应商项目的必备组件，包括福特、通用、克莱斯勒、捷豹路虎、PSA、沃尔沃汽车和沃尔沃卡车等主要汽车制造商均已采用该评估体系。

### 可回收容器
可回收和可重复使用的容器被汽车行业用于在供应链中运输零部件。AIAG设立了专门的工作组和项目，致力于推进可回收容器的可视化、追踪及需求计算，以及容器与包装标准化等最佳实践，以提升容器与包装管理的效率。这些工作重点在于降低运输容器成本，并防止空容器被盗，因为这些容器由塑料制成，具有较高的经济价值。研究中的方案包括共享容器使用（类似于欧洲市场的做法）以及通过 RFID 或条形码标记容器，以改进自动化回收流程。

### 汽车网络交换
汽车网络交换（ANX）是一个私人外部网，最初由AIAG、Telcordia、通用汽车、福特汽车和克萊斯勒共同建立和维护。该网络于1995年推出，旨在为汽车制造商与供应商之间的数据传输提供一致、可靠的速度和安全性。ANX网络的设计目标是使贸易伙伴能够在产品设计和开发方面进行电子协作，进行订单的招标和处理，并促进准时化生产（JIT）及运输后计划安排。
1999年，AIAG因网络成本高昂及互操作性问题受到批评，最终将ANX网络出售给Science Applications International Corporation（SAIC）。2006年，私募股权公司One Equity Partners收购了 ANXeBusiness，并自此将ANX业务扩展至医疗、零售及汽车行业。

## 质量管理
AIAG的质量管理工作专注于提高供应链各层级的生产质量。汽车行业依赖于庞大的供应商网络，其中许多供应商同时为多个OEM供货。AIAG通过质量管理项目，推动汽车零部件开发与生产的整体提升，并统一行业质量认证标准，以减少供应商因多个OEM认证要求不同而产生的合规和认证成本。

### 先期產品品質規劃（APQP）
先期產品品質規劃（APQP）是一套用于汽车行业产品开发的程序和技术框架，其概念与六西格玛设计（DFSS）相似。APQP由通用汽车、福特和克莱斯勒及其供应商共同制定，旨在建立产品质量规划，以支持能够满足客户需求的产品或服务开发。AIAG发布的手册对该流程进行了详细描述。
APQP体系由20 世纪 80 年代末，由美国三大汽车制造商（Big Three）召集的专家委员会制定。该委员会耗时5年分析了当时美国、欧洲和日本的汽车开发及生产现状。当时，日本汽车公司在美国市场取得了巨大成功。

### 生產件批准程序
生產件批准程序（PPAP）被用于汽车供应链，以建立对零部件供应商及其生产流程的信心，通过以下方式确保质量：“所有客户的工程设计记录和规范要求都已被供应商正确理解，并且该生产流程有能力在实际生产运行期间，以报价的生产速率持续满足这些要求。”
虽然各个制造商可能有不同的具体要求，但AIAG作为先期產品品質規劃体系的一部分，开发了一套通用PPAP标准。该标准鼓励使用统一的术语和标准表单，以记录项目状态。PPAP旨在证明供应商已建立符合客户要求的设计和生产流程，从而降低失败风险。

## 企业责任
AIAG的企业社会责任（CSR）工作始于2005 年，由多家AIAG会员公司的领导层共同推动，以在汽车行业中传递共享的领导力和企業社會責任信息。每年举办的行业峰会汇聚行业领袖，共同学习和交流。

### 衝突礦石
2010 年 7 月颁布的《多德-弗兰克法案》要求上市公司自2014年起在SEC文件中披露其直接和间接的“衝突礦石”来源，包括金（Gold）、锡（Tin）、钽（Tantalum）、钨（Tungsten）。为应对这一法规，AIAG 组建了衝突礦石工作组，以帮助会员公司在供应链中识别衝突礦石。供应商可使用iPoint衝突礦石平台（iPCMP）来跟踪合规情况，并按季度提供符合法规的报告。
这些矿物广泛应用于汽车产品，包括油箱、座椅泡沫、电池、刹车片、散热器、密封剂、玻璃及电子元件。预计整个美国经济为满足该法规的合规成本在30-160亿美元之间。截至2014年1月，已有超过11,000家公司注册了衝突礦石报告平台（iPoint）。

### 管理生产过程中的化学品
AIAG与会员公司合作，支持生产过程中化学品管理的最佳实践。福特汽车在2012-2013年领导了该项目，并派出高管主导相关工作。

### 改善工作条件
社会责任商业组织（BSR） 是一个致力于推动企业社会责任的非营利机构，2009年与AIAG合作开发了改善全球汽车行业工作条件的相关项目和最佳实践。该项目部分由美国国务院资助。

### 反垄断合规
作为行业组织，AIAG制定了严格的反垄断政策，确保其会员企业在AIAG组织的活动中不违反反垄断法规。相关政策包括：公开AIAG会员会议的时间和日期、在会议上重申AIAG的反垄断政策、对所有会议保持详细会议记录。此外，每次会议都严格禁止讨论以下反竞争行为：定价、价格操纵、销售分配、设计与营销、信贷条款、供应商选择、商业机密及专有信息等。

## 相关组织
AIAG 是一个全球性组织，尽管其创始成员均为美国企业。AIAG也是联合汽车工业论坛（JAIF）的成员之一。其他JAIF会员包括欧洲的Odette International Ltd.、日本汽車工業協會及日本汽车零部件工业协会（JAPIA）。德國汽車工業協會则负责推广本国的行业标准。